# Larutia trifasciata
Larutia trifasciata är en ödleart som beskrevs av  Tweedie 1940. Larutia trifasciata ingår i släktet Larutia och familjen skinkar. Inga underarter finns listade i Catalogue of Life.